# Беньямін Савшек
Беньямін Савшек (словен. Benjamin Savšek, нар. 24 березня 1987, Любляна, Словенія) — словенський веслувальник, олімпійський чемпіон 2020 року.

## Виступи на Олімпіадах
| Олімпіада           | Дисципліна             | Місце |
| ------------------- | ---------------------- | ----- |
| Лондон 2012         | каное-одиночки, слалом | 8     |
| Ріо-де-Жанейро 2016 | каное-одиночки, слалом | 6     |
| Токіо 2020          | каное-одиночки, слалом | 1     |
| Париж 2024          | каное-одиночки, слалом | 11    |
| Париж 2024          | байдарки-крос          | 12    |

## Зовнішні посилання
- Беньямін Савшек на сайті International Canoe Federation (англійська)
- Беньямін Савшек на сайті Olympics.com (англійська)
- Беньямін Савшек на сайті Olympedia (англійська)